# Honkytonk Man
Honkytonk Man è un film del 1982 diretto da Clint Eastwood basato sull'omonimo romanzo di Clancy Carlile. La storia del personaggio interpretato da Clint Eastwood, Red Stovall, è vagamente basata sulla vita di Jimmie Rodgers.

## Trama
1934, Grande depressione. Red Stovall è un autore di canzoni country, malato di tubercolosi e alcolizzato,  si mette in viaggio con il giovane nipote alla volta del Grand Ole Opry di Nashville, tempio del country, dove lo attende un'audizione. Il viaggio è lungo e avventuroso, tra locali fumosi, canzoni, furti di polli e case di piacere, e il legame tra lo scapestrato zio e il saggio nipote si fa sempre più stretto. Quella di Red, però, è una morte annunciata, e lui l'affronta con incrollabile noncuranza.